# Cormoran (Schiff, 1909)
Die Cormoran war ein Hilfskreuzer der Kaiserlichen Marine, der zu Beginn des Ersten Weltkrieges eingesetzt wurde. Es handelte sich dabei um das vom Kleinen Kreuzer Emden in den ersten Kriegstagen in der Koreastraße erbeutete russische Passagier-, Fracht- und Postschiff Rjäsan. Das 1909 bei F. Schichau gebaute Schiff gehörte ursprünglich, wie zwei ebenfalls bei Schichau gebaute Schwesterschiffe und zwei etwas kleinere, ähnliche Schiffe, zur Russischen Freiwilligen Flotte (Dobrovolny Flot).

## Technik
Die Rjäsan war ein Kombischiff von 3.433 BRT. Sie verfügte über vier Ladeluken. Das Schiff war 104 m lang (Wasserlinie 99,4 m) sowie 13,7 m breit. Bei einer maximalen Verdrängung von 7.250 t betrug der Tiefgang 5,8 m. Die konstruktive Verdrängung lag bei 5.200 t. In den Kajüten der Ersten Klasse konnten 62 Passagiere, in der Zweiten Klasse 20 Passagiere und in der Dritten Klasse 100 Passagiere befördert werden. Die Besatzung bestand aus 95 Mann.
Für einen etwaigen Kriegseinsatz waren Aufstellpunkte für drei 12-cm-Geschütze und die Montage von Schienen vorbereitet, um Minen aus den Laderäumen über das Heck auslegen zu können. Die Innenräume sollten auch die Beförderung von bis zu 600 Mann Landungstruppen ermöglichen.
Die Maschinenanlage des Schiffes bestand aus einer stehenden, dreizylindrigen Verbunddampfmaschine, die 4.750 PSi leistete. Die Maschine trieb eine vierflügelige Schraube mit 5,6 m Durchmesser an. Den nötigen Dampf lieferten vier Zylinderkessel, die einen Dampfdruck von 14,4 atü erzeugten. Die Antriebsanlage beschleunigte die Rjäsan auf eine Höchstgeschwindigkeit von 15 kn. Der vorhandene Brennstoffvorrat von 2.500 t Kohle ermöglichte eine Dampfstrecke von 13.500 sm bei einer Marschgeschwindigkeit von 14 kn.

### Ausrüstung in Tsingtau
Während der Ausrüstung zum Hilfskreuzer durch die Tsingtauer Werft Anfang August 1914 erhielt das Schiff eine Bewaffnung von acht 10,5-cm-L/35-Schnellfeuergeschützen. Diese stammten vom nicht mehr kriegstauglichen kleinen Kreuzer Cormoran. Für die Geschütze wurden 1.200 Schuss Munition mitgeführt. Da die Rjäsan bereits seit ihrem Bau für den Einsatz als Hilfskreuzer vorgesehen war, gingen diese Arbeiten zügig voran.

## Einsatzgeschichte

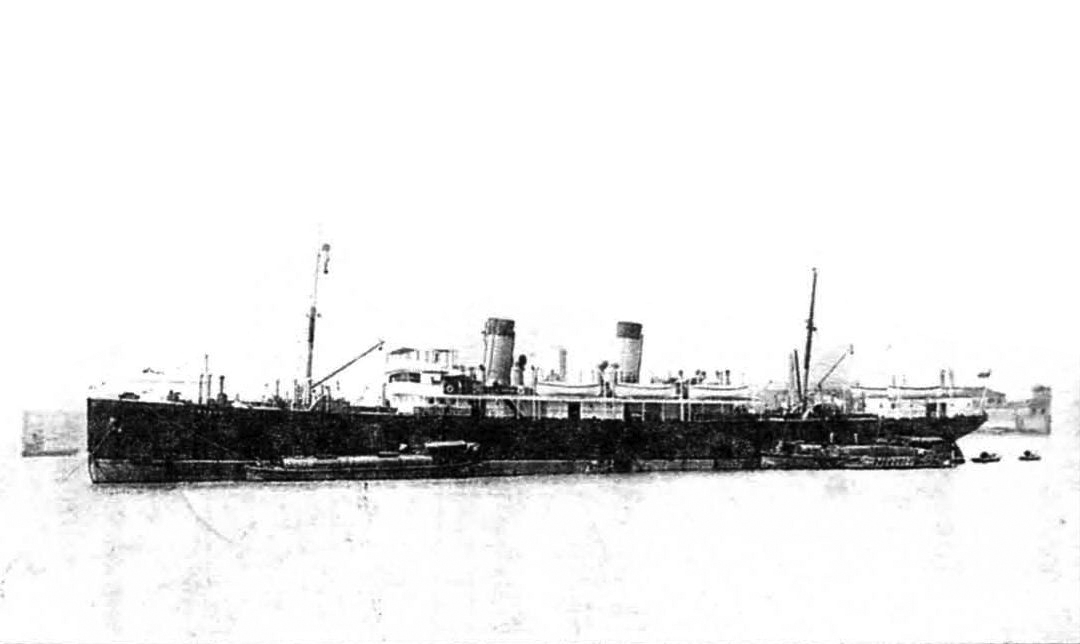
Das Schwesterschiff Orjol,
1914–1920 russ. Hilfskreuzer

Die Rjäsan lief im März 1909 auf der Schichau-Werft in Elbing vom Stapel und wurde am 30. November 1909 in Dienst gestellt. Der Frachter gehörte zur russischen Freiwilligen Flotte und wurde im Liniendienst zwischen dem Schwarzen Meer und der russischen Pazifikküste eingesetzt. Nach dem Ausbruch des Ersten Weltkrieges wurde die Rjäsan die erste Prise der Handelskrieg führenden Emden. Bereits am 4. August 1914 stellte diese das russische Schiff mit 80 Passagieren an Bord in der Koreastraße und brachte es nach Tsingtau, wo die kriegsmäßige Ausrüstung stattfand.

### Deutscher Hilfskreuzer

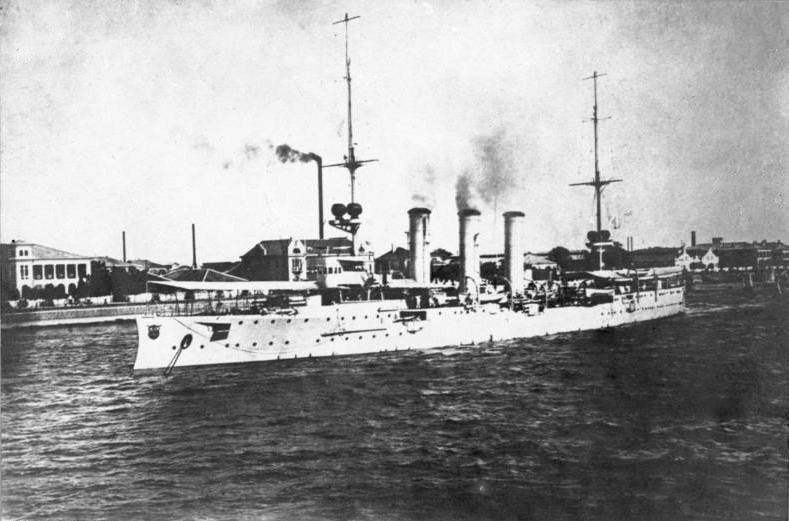
Die Emden

Bereits am 7. August konnte das Schiff durch die Besatzung des ehemaligen Kleinen Kreuzers Cormoran, verstärkt durch die der Iltis und der Vaterland, unter dem Kommandanten der alten Cormoran, Korvettenkapitän Adalbert Zuckschwerdt, in Dienst gestellt werden. Die Besatzung des Hilfskreuzers, der den Namen Cormoran übernahm, bestand aus 22 Offizieren und 334 Mannschaften.
Am 10. August verließ der Hilfskreuzer Tsingtau, wobei ihn anfangs das Torpedoboot S 90 als Aufklärer begleitete. Die Cormoran konnte unbemerkt die chinesischen und japanischen Gewässer verlassen und erreichte mit zwei Kohlendampfern Majuro, wo ein Zusammentreffen mit dem Ostasiengeschwader sowie dem ebenfalls in Tsingtau zum Hilfskreuzer ausgerüsteten Reichspostdampfer Prinz Eitel Friedrich stattfand.
Am 27. August entließ der Befehlshaber des Kreuzergeschwaders, Vizeadmiral Maximilian von Spee, die beiden Hilfskreuzer zum Handelskrieg in australische Gewässer. Beide Schiffe begaben sich zunächst in das ihnen zugewiesene Gebiet und hielten sich vorwiegend vor Neuguinea und im Bismarck-Archipel auf. Ein ständiges Problem für die Cormoran und in noch größerem Ausmaß für die Prinz Eitel Friedrich war die Kohleversorgung. Diese konnte durch die deutschen Häfen im Schutzgebiet nur unzureichend gesichert werden, darüber hinaus bestand nur die Möglichkeit, aus deutschen oder erbeuteten Handelsschiffen zu kohlen. Am 23. September ankerte die Cormoran in Alexishafen, um einen Kohledampfer zu erwarten. Einer Entdeckung durch gegnerische Streitkräfte, die Truppen in Friedrich-Wilhelm-Hafen anlandeten, konnte entgangen werden.
Bis zum 30. September ging der Hilfskreuzer nach Yap, um die Besatzung der Planet und von Peilboot III an Bord zu nehmen. In der Folgezeit wurde weiter versucht, Handelskrieg zu führen und Kohle zu erhalten, jedoch blieb beides erfolglos. Nachdem die Cormoran bis zum 12. Dezember vor der Karolineninsel Lamutrik gelegen hatte, lief sie zwei Tage später Guam an, um dort Kohle zu fassen. Der Hilfskreuzer erhielt jedoch keine ausreichende Menge, um den nächsten neutralen Hafen anlaufen zu können. Aus diesem Grund blieb für Korvettenkapitän Zuckschwerdt nur, sein Schiff internieren zu lassen.
Die Cormoran konnte während ihrer 127-tägigen Unternehmung keine Schiffe aufbringen oder versenken.

## Verbleib
Nach dem Kriegseintritt der Vereinigten Staaten verlangten die US-Behörden eine Übergabe des Schiffes. Die Besatzung verließ den Hilfskreuzer daraufhin und sprengte die Cormoran, die innerhalb von vier Minuten unterging. Sieben Mann der Besatzung starben, 346 gingen in die Kriegsgefangenschaft. Sie wurden in das Kriegsgefangenenlager Fort Douglas in Utah verbracht. Damit wurde die Besatzung der Cormoran zu den ersten Kriegsgefangenen des Ersten Weltkrieges die von US-Streitkräften gefangen genommen wurden.
Das Wrack ist heute ein Ziel für Taucher (Position 13° 24′ N, 144° 38′ O).